# Ystad (comuna)
Ystad (em sueco: Ystads kommun) ou Istádio[carece de fontes?] é uma comuna da Suécia localizada no condado de Escânia. Sua capital é a cidade de Ystad. Tem 350 quilômetros quadrados e pelo censo de 2018, havia 30 226 habitantes.